# جون مكمان (لاعب كرة قدم بريطاني)
جون مكمان (بالإنجليزية: John McMahon)‏ هو لاعب كرة قدم بريطاني في مركز الهجوم، ولد في 25 أكتوبر 1965 في ميدلزبرة في المملكة المتحدة. لعب مع نادي ميدلزبره.